# エジプト＝リビア国境

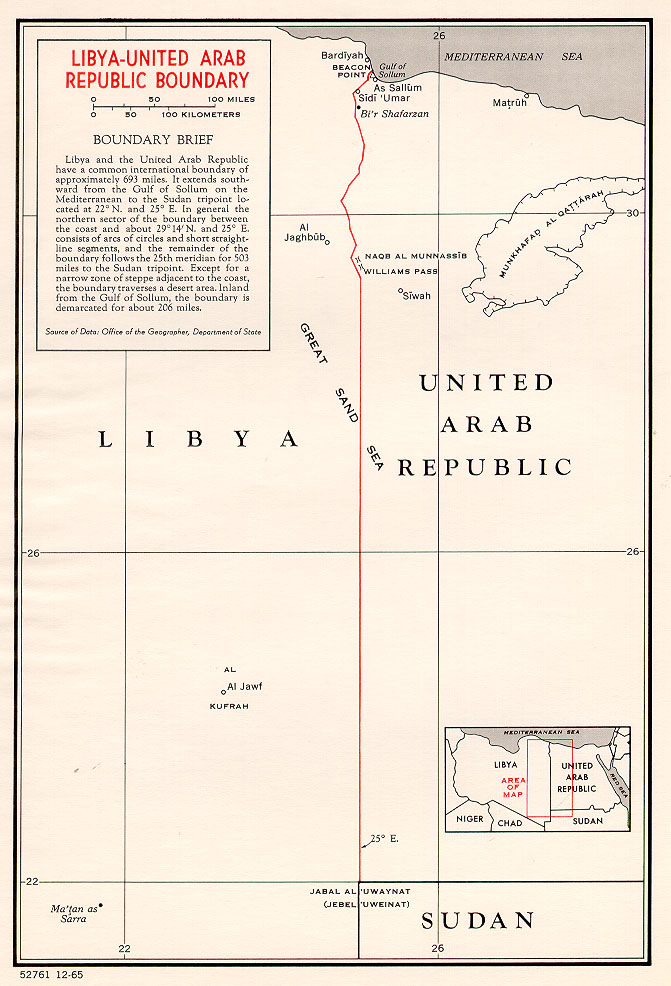
エジプト＝リビア国境の地図

エジプト＝リビア国境（エジプト＝リビアこっきょう、アラビア語: الحدود المصرية الليبية）は、エジプトとリビアとの国境である。北の地中海海岸から南のスーダンとの三国国境まで、1,115キロメートルにわたる。

## 概要

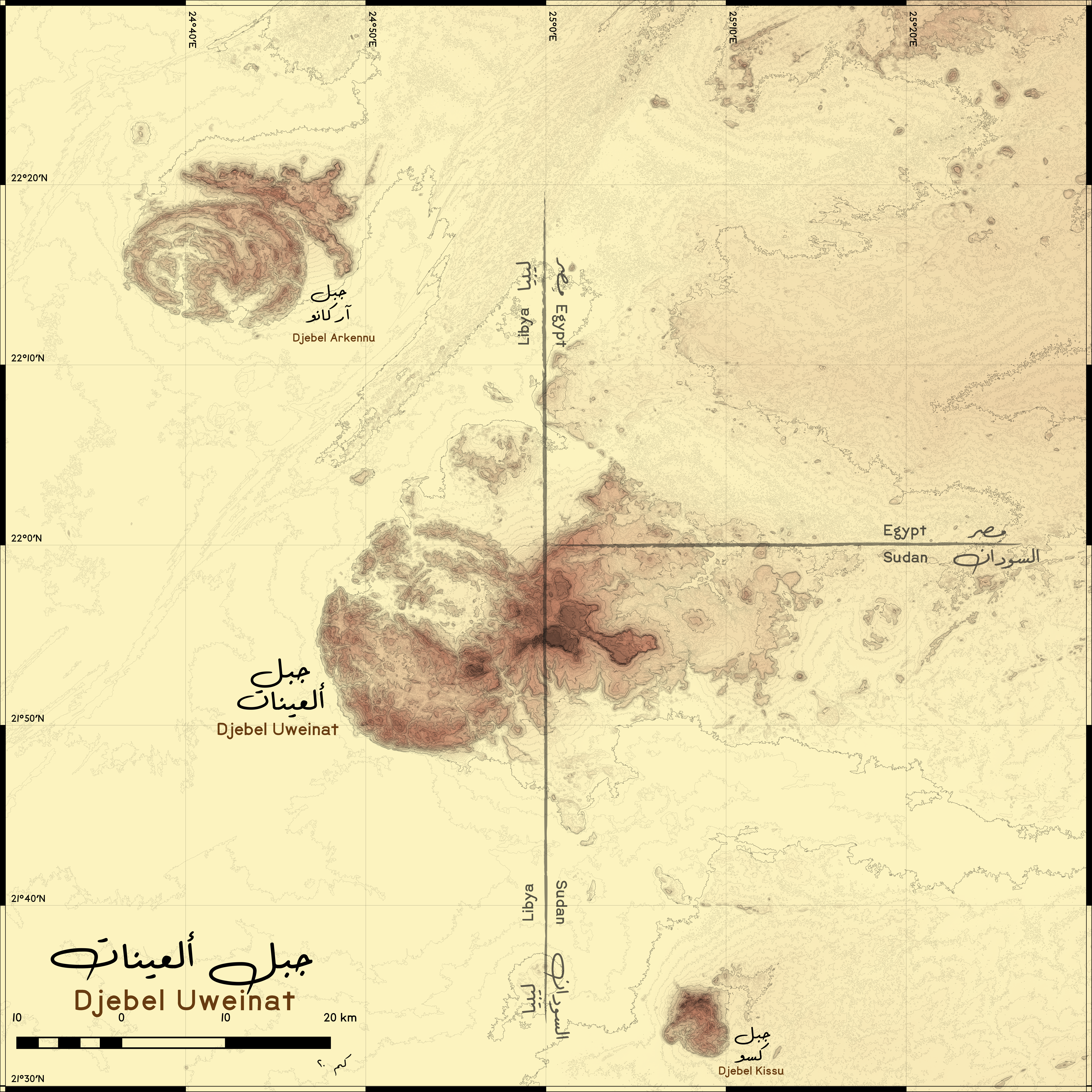
ウワイナート山周辺の国境

両国の国境の北端は、地中海のサルーム湾の海岸である。両国の国境はおおむね東経25度線に沿っているが、北部では不規則な線を描き、頻繁に南西・南東に進路を変える。北緯29度15分付近から南は完全に東経25度線に沿う。南端はウワイナート山の山腹にある東経25度線と北緯22度線の交点であり、スーダンとの三国国境となっている。ここから南の東経25度線はリビア＝スーダン国境となり、東の北緯22度線はエジプト＝スーダン国境である。
国境の北部の沿岸付近には人口密集地が存在するが、国境の大半はサハラ砂漠（グレート・サンド・シーおよびリビア砂漠）の無人地帯を通過する。

## 歴史
エジプトとリビアはともに、古代から数千年にわたる長い歴史を有する。両国には有史以前の集落や文化の遺跡があり、古代エジプト人はリビアの様々な部族との交流を行っていた。リビアの王朝がエジプトの一部を支配していた時期もある。古代エジプトほど詳細には記録されていないものの、リビアにも長い歴史があり、メシュウェシュやテヘヌなどの古代リビュアの部族が古代エジプト人と交流した痕跡が残されている。紀元前30年ごろのアクティウムの海戦とアレクサンドリアの戦いによってエジプトはローマの支配下に置かれた。その後、エジプトと接するリビア東部のキレナイカもまたアウグストゥス率いるローマ軍に制服され、ローマに編入された。
エジプトはオスマン帝国の一部となった後、1839年から1841年にかけての第二次エジプト・オスマン戦争によってムハンマド・アリーの下で広範な自治権を獲得した。1882年、イギリスがエジプトを占領し、事実上保護領とした（正式に保護領と宣言したのは1914年）。
リビア沿岸地域は、オスマン帝国が16世紀以来、トリポリタニア・ヴィライェトとして名目上支配していた。エジプトとの国境は、1841年のオスマン帝国の勅令の曖昧な記述により、現在の位置よりも東に設定されていた。1911年9月、イタリアがトリポリタニアに侵攻し（伊土戦争）、翌年に締結されたウシー条約により、トリポリタニア、フェザーン、キレナイカの主権がイタリアに譲渡された。イタリアは新領土をイタリア領キレナイカとイタリア領トリポリタニアに再編し、さらに南進して、1934年に両地域を統合してイタリア領リビアを成立させた。

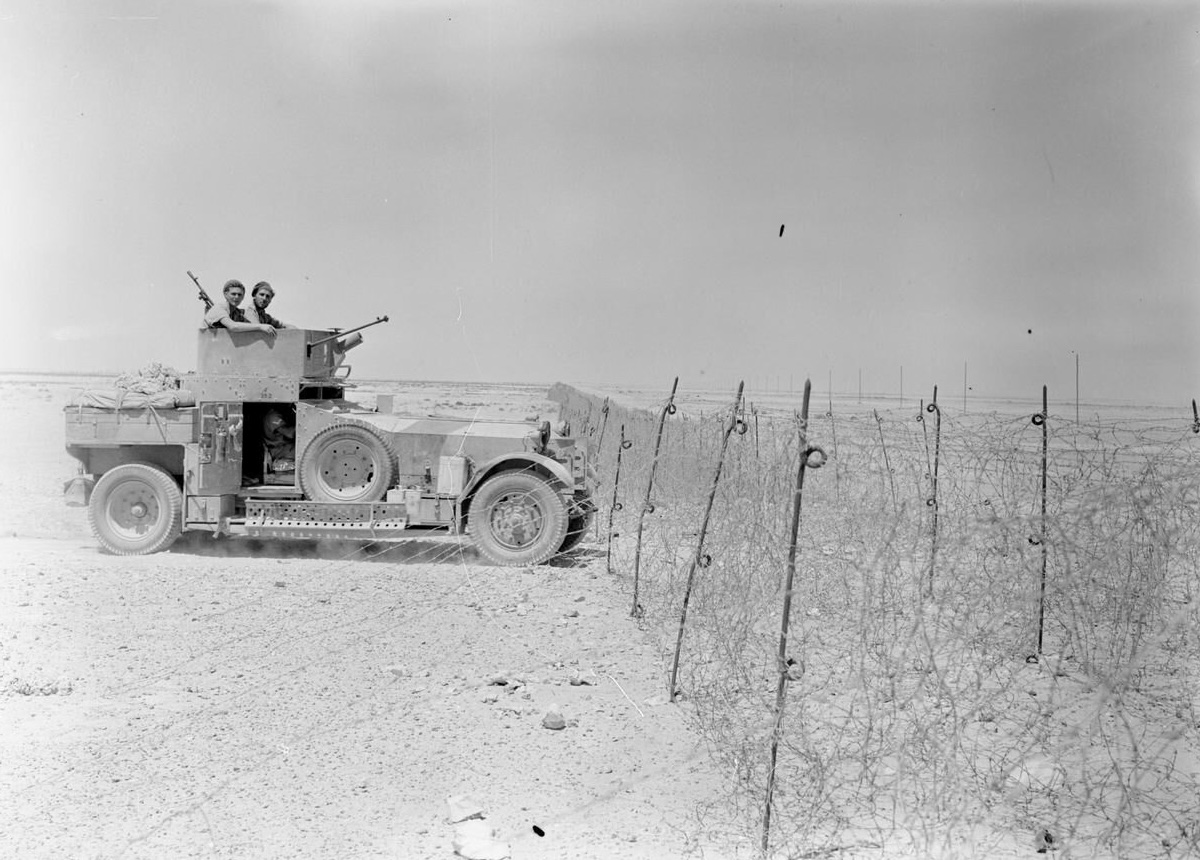
国境のフェンス(Frontier Wire)とイギリス軍兵士（1940年）

1915年にイタリアと三国協商の間で秘密裏に結ばれたロンドン条約において、ジャグブーブ・オアシスをイタリア領リビアに譲渡することとなっていたが、1922年に完全独立を宣言したエジプトは、この内容を受け入れなかった。エジプトとイタリアは1925年12月6日に国境条約を締結し、国境を現在の位置で確定させた。国境の北部地域については1926年から1927年にかけて詳細に画定され、現地の国境上にはそれを示す標柱が建てられた。1937年から1938年にかけて、現地において詳細な調査が行われ、一部で国境線の微修正が行われた。一方イタリアは、キレナイカ地方のサヌーシー教団の反乱軍に対処するため、1920年代から1930年代にかけて国境に沿ってフェンス（Frontier Wire)を敷設した。
第二次世界大戦中、イタリアは北アフリカ戦線で敗れ、イタリアのアフリカ植民地は連合国に占領された。イタリア領リビアはイギリスとフランスに分割して占領され、キレナイカとトリポリタニアはイギリスの占領地域となった（イギリス軍政下のリビア）。リビアは1951年12月2日にリビア連合王国として独立した。この時期、エジプトはたびたび国境線の変更を要求し、国境を西の東経24度線まで移動させ、ジャグブーブとバルディアをエジプト領内に含めるべきだと主張した。この主張は、1950年代初頭には取り下げられた。
両国の関係は当初はおおむね良好だったが、1970年代に緊張が高まった。これは主にリビアの指導者カダフィが推進した積極的な汎アラブ主義政策と反イスラエルの外交政策が原因で、1977年7月には国境の北部で短期間の戦争（エジプト＝リビア戦争）が勃発した。その後も両国関係は緊張したままだったが、1990年代までにはほぼ正常化した。しかし、2014年にリビアで内戦が勃発すると、エジプトはその影響から自国を隔離しようとした。

## 国境付近の集落

### エジプト
- サルーム（英語版）
- シディ・オマル（英語版）
- シワ・オアシス

### リビア
- バルディア（英語版）
- ムサーイド（英語版）
- ジャグブーブ（英語版）